# Eremiaphila pyramidum
Eremiaphila pyramidum è una specie di mantide religiosa appartenente al genere Eremiaphila. È diffuso in Egitto e Libia.